# Разрушаемое окружение
Разрушаемое окружение (англ. Destructible environment) — термин в компьютерных играх, характеризующий уровень интерактивности виртуального пространства. Термин «разрушаемое окружение» обозначает именно то окружение, которое может быть частично или полностью разрушено игроком. Понятие относится к любой части игрового окружения, будь то ландшафт, растительность, строения, элементы интерьера или любые другие искусственные и природные структуры.

## Особенности разрушаемого окружения

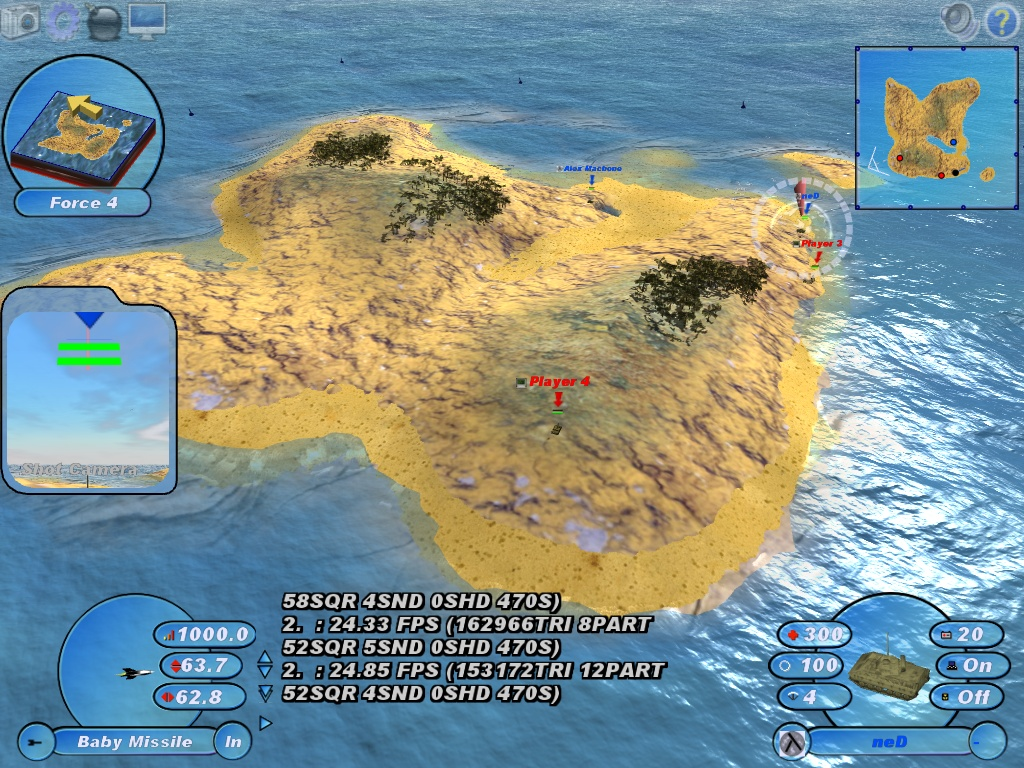
Пример разрушаемого окружения в игре Scorched 3D. Изображение до деформирования ландшафта

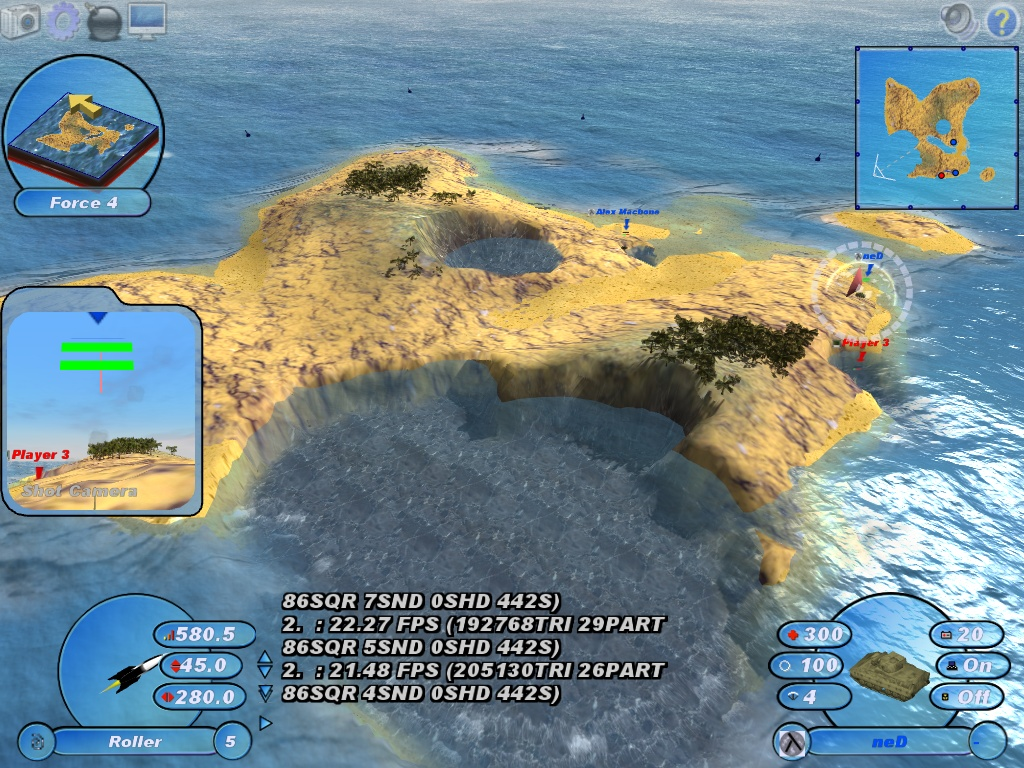
Пример разрушаемого окружения в игре Scorched 3D. Изображение после деформирования ландшафта

Отдельным подвидом разрушаемого окружения является деформируемый ландшафт (англ. terrain deformation). В некоторых играх окружение может быть очень интерактивным, и в то же время ландшафт может быть полностью неизменяемым. В качестве примера можно привести игру Crysis 3 , в которой можно взаимодействовать с растительностью (рубить деревья, воздействовать на листву деревьев и кусты), до фундамента уничтожать здания и взаимодействовать с их обломками, крушить заборы, ящики и другие вещи. В то же время ландшафт в этой игре является полностью неинтерактивным. Похожая ситуация наблюдается в таких играх, как Half-Life 2, Cellfactor и некоторых других.
Относительно немного современных трёхмерных игр позволяют деформировать ландшафт. К ним относятся  Minecraft, Worms 3D, Worms 4: Mayhem, Scorched 3D, Red Faction, Red Faction, Sons of the Forest, Периметр, Maelstrom, Teardown,  Far Cry  и некоторые другие.
Деформируемый ландшафт реализуется двумя способами. В таких играх, как Worms 3D и Worms 4: Mayhem вся толща земли уровня разбита на «воксели», состоящие из 12 полигонов и закрашенные текстурами. При взрыве гранаты на поверхности земли воронка образуется в результате удаления определённого количества тех «кубиков», которые находились в эпицентре взрыва и возле него. Недостаток этого метода заключается в том, что все ямы, впадины, воронки и любые другие изменения ландшафта выглядят очень нереалистично, так как сразу заметна их полигональная природа (яма после взрыва будет иметь строго вертикальные края и горизонтальное дно). Данный недостаток можно преодолеть, если уменьшить размер полигональных «кубиков» до таких размеров, при которых они будут казаться точками. Ещё один недостаток данного метода заключается в том, что на уровне присутствует огромное количество полигонов, которые приносят дополнительную нагрузку на аппаратные ресурсы.
В большинстве других игр, таких как Scorched 3D, Периметр, Maelstrom, Geometry Dash ландшафт изменяется динамически. После воздействия на ровную поверхность в месте воздействия происходит динамическое разбиение участка на полигоны и повторное наложение текстур. Недостаток этого метода заключается в том, что невозможно создать тоннели, пещеры, скальные навесы и любые другие подповерхностные структуры. Поэтому в игре Worms 4: Mayhem рельеф создан с помощью второго метода, а все другие структуры на уровне — первым, полигонально-кубическим методом.

## Развитие разрушаемого окружения в играх
Впервые разрушаемое окружение было применено в двухмерных (2D) играх, таких как Dig Dug. Более того, разрушаемое окружение являлось одной из самых важных и неотъемлемых особенностей игр, принадлежащих к жанру «Артиллерия». К ним относятся все двухмерные игры серии Worms, а также Scorched Earth, Tank Wars. В этих играх можно было уничтожить полностью весь ландшафт уровня. Такое распространение разрушаемого окружения можно объяснить тем, что в двухмерных играх оно было довольно легко реализуемым.
С развитием трёхмерных игр интерес к разрушаемому окружению поначалу был мал. Однако с развитием графических технологий и увеличением вычислительной мощности стало возможным создание полностью разрушаемого окружения, и в 2001 году вышел в свет шутер от первого лица Red Faction, использующий игровой движок «Geo-Mod» (сокращённо от «geometry modification» — «модификация геометрии»). Для изменения ландшафта и других объектов применялась одна технология, которая позволяла создавать тоннели, проломы в стенах и т.д.
Однако после выхода данной игры не было популярных коммерческих игр, где был бы подобный уровень интерактивности. Возможно, это связано с тем, что для такой интерактивности необходим очень мощный физический движок. Ведь если, например, создать пещеру под фундаментом здания, оно должно завалиться согласно законам механики.
Сейчас ожидается следующая итерация разрушаемого окружения в играх. Изданы Red Faction: Guerrilla и Fracture, в которых основной акцент сделан именно на деформации ландшафта и полной разрушаемости. Также высокий уровень разрушаемости окружения в таких играх, как Far Cry 2 (игровой движок Dunia Engine), Crysis (игровой движок CryEngine 2), Battlefield: Bad Company (игровой движок Frostbite), Battlefield 3 (игровой движок Frostbite 2), ,Battlefield 4 (игровой движок Frostbite 3), Периметр 2: Новая Земля, Minecraft и Mercenaries 2: World in Flames, Max Payne 3 Teardown.